# South Norfolk
South Norfolk es un distrito no metropolitano del condado de Norfolk (Inglaterra). Tiene una superficie de 907,71 km². Según el censo de 2001, South Norfolk estaba habitado por 110 710 personas y su densidad de población era de 121,97 hab/km².